# كونت ليموس

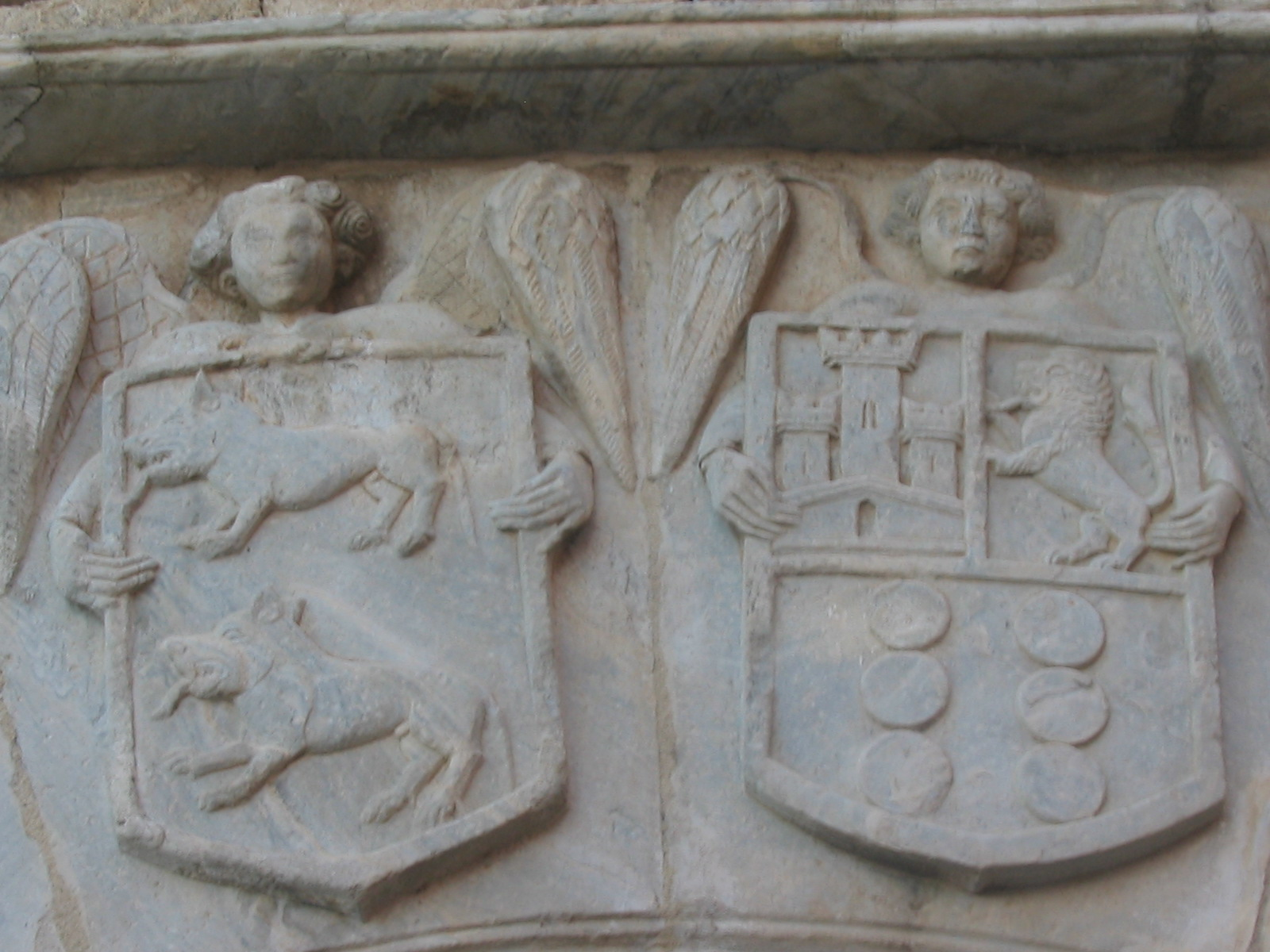
درع كونتات ليموس في قصر مونفورت.

كونت ليموس هي لقب نبيل إسباني ارتبط بالمدينة الجليقية مونفورت دي ليموس. في البداية كان لقب كونت ليموس مرتبطًا بكونت تراستامارا ثم ساريا، وكان ذات طابع غير موروث. إلا أن كونت ليموس يعد بمثابة لقبًا مستقلًا وموروثًا ودائمًا، وقد بدأ عام 1456 مع بيدرو ألفاريث أوسوريو ويعقوب فيجيروا.